# Pokvarena mašta i prljave strasti
Pokvarena mašta i prljave stvari drugi je studijski album srpskog rock/hard rock sastava Riblja čorba, koji izlazi 1981., a objavljuje ga diskografska kuća PGP RTB.

## Popis pjesama
| Br. | Skladba                                   | Trajanje |
| --- | ----------------------------------------- | -------- |
| 1.  | »Srećan put, pišo moja mala«              |          |
| 2.  | »Nemoj srećo, nemoj danas«                |          |
| 3.  | »Vidiš da sam gadan, kad sam tebe gladan« |          |
| 4.  | »Vrlo, vrlo zadovoljan tip«               |          |
| 5.  | »Neke su žene pratile vojnike«            |          |
| 6.  | »Ostaću slobodan«                         |          |
| 7.  | »Hajde sestro slatka«                     |          |
| 8.  | »Lak muškarac«                            |          |
| 9.  | »Dva dinara, druže«                       |          |
| 10. | »Evo ti za taksi«                         |          |
| 11. | »Rekla je«                                |          |

## Izvođači
- Bora Đorđević - vokal
- Radislav Kojić - solo gitara
- Momčilo Bajagić - ritam gitara
- Miroslav Aleksić - bas
- Miroslav Milatović - bubnjevi